# Violet Gordon-Woodhouse
Pour les personnes ayant le même prénom, voir Violet (homonymie).
Violet Kate Eglinton Gordon-Woodhouse née Gwynne (23 avril 1872- 9 janvier 1948) fut une célèbre claveciniste et clavicordiste, très active dans la redécouverte des deux anciens instruments à clavier. 

## Biographie
Pianiste de formation, elle acquiert la célébrité par ses interprétations au clavecin et au clavicorde, connus en 1910 à l'occasion de sa rencontre avec Arnold Dolmetsch. Elle est proche amie d'artistes importants de l'époque tels, entre autres, qu'Ethel Smyth, Siegfried Sassoon, Poldowski (Lady Dean Paul) et George Bernard Shaw.
Frederick Delius lui dédie une petite pièce pour clavecin en 1919.
Une autre raison de notoriété est le scandale causé par sa vie privée. Elle épouse Gordon Woodhouse le 31 juillet 1895 avec la condition qu'ils ne coucheraient pas ensemble. Elle prend des amants et en 1899, à la honte de Gordon, le premier (William "Bill" Barrington) s'installe chez eux. Il est ensuite rejoint en 1903 par Max Labouchere et encore quelque temps plus tard par Dennis Tollemache. Dans la société guindée de l'époque, ce ménage à cinq reçoit le surnom de Woodhouse Circus.